# TV6 (Lituanie)
TV6 est une chaîne de télévision lituanienne diffusée depuis le 31 mars 2002.